# Dóra Szinetár
Dóra Szinetár (Budapest, 17 dicembre 1976) è una cantante, attrice teatrale e doppiatrice ungherese.
Figlia di Miklós Szinetár, vincitore del Premio Kossuth nel 1970 come miglior regista teatrale e di Ildikó Hámori, attrice ungherese, vincitrice del Premio Kossuth anche lei, si è sposata tre volte. Dal primo matrimonio è nato suo figlio Márton Lőcsei, mentre dal secondo, con l'attore e cantante Zoltán Bereczki, una bambina, Zora Veronika.
Nel giugno 2015 è sposata con l'attore Zalán Makranczi.
È nota soprattutto come attrice di teatro sebbene abbia avuto successo in Ungheria anche come cantante.

## Filmografia
- 1986 - Isten teremtményei
- 1989 - Laurin
- 2003 - Velem mindig történik valami, serie TV, 6 episodi

## Doppiatrice
Ha doppiato per la televisione ungherese tra gli altri:
- Il mago di Oz, Dorothy Gale, nella terza edizione sonora del 1992
- Angel, Winifred "Fred" Burkle/Illyria nella seconda stagione
- Il pianista
- Koda, fratello orso
- Die Hard - Vivere o morire

## Discografia

### Album
- 1990 - Dóra (nº1 in classifica[4])
- 1991 - Mindenhol
- 1991 - Légy jó mindhalálig
- 1994 - Anna Karenina
- 2003 - Mozart!
- 2004 - Rómeó és Júlia
- 2005 - Mindhalálig musical
- 2007 - Musical Duett (nº1 in classifica)
- 2008 - Musical Duett2
- 2008 - Baba-lemez
- 2009 - Musical duett Koncert-lemez
- 2009 - Dívák és szerelmek
- 2009 - Duett Karácsony
- 2010 - Rebecca, A Manderley-ház Asszonya

### Singoli
- 2010 - Ajándék (nº3 in classifica[5]
- 2010 - Szívből szeretni (nº5 in classifica[6]

## Videografia
- 2009 - Musical Duett Koncert (nº2 nella classifica di vendita dei DVD[7]

## Premi
È vincitrice dei seguenti premi nazionali:
- Premio Súgó Csiga nel 2005
- Premio Mari Jászai nel 2006
- Premio Cosmopolitan nel 2007
- Premio Ötcsillag nel 2008